# 出埃及記

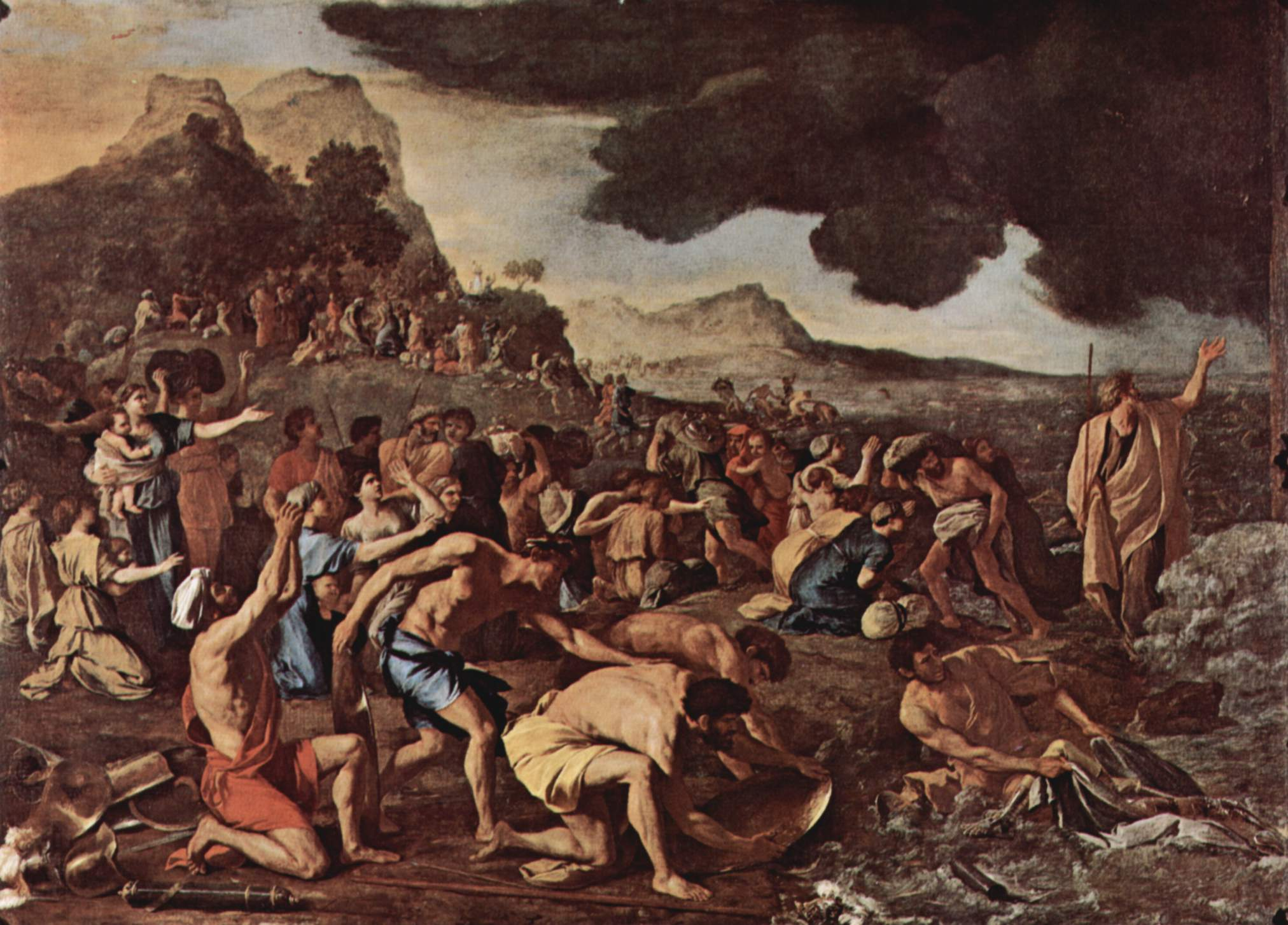
過紅海

《出埃及記》或譯《出谷記》（希伯來語：שְׁמֹות），是舊約聖經的第二書，主要是講述以色列人如何在埃及帝國受到逼害，然後由摩西帶領他們離開埃及的故事。出埃及记传统上认为是摩西在西奈半島旷野完成的第二本书，因此在一些圣经译本如德文圣经中，它也简称作摩西二书（2. Mose）。

## 著者
《出埃及記》是摩西五經的第二本經書，傳統學者認為本書的作者就是摩西本人。這本書提及摩西在三個不同的場合奉耶和華之命執筆作記錄。據聖經學者韋斯科特（Westcott）和霍特（Hort）研究，耶穌及新约圣经（基督教希臘文聖經）的執筆者曾引述或提及出埃及記的經文逾100次。例如耶穌曾经説：“摩西豈不是傳律法給你們嗎？”摩西在西奈曠野執筆寫成出埃及記，以色列人逃離埃及一年之後。

## 文本中所記載的時間與主要人物
它包含一段共長145年的時期，從約瑟於公元前1657年逝世至供敬拜耶和華之用的帳幕建立起來為止。
（主要人物）
- 亞伯拉罕與莎拉（摩弗城摩弗城）
- 約瑟與亞西納、波提非拉（安城）
- 摩西與西坡拉、蘭塞二世（蘭塞城）
- 葉特羅
- 米利暗
- 亞倫

## 真确性考证
出埃及記是否為史實，在西方是長期爭論的焦點。基於多種原因，大多數主流學者不接受《聖經》中《出埃及記》的記載是歷史性的。人們普遍認為，《出埃及記》故事是在故事的明顯背景發生幾個世紀後寫成的。
根據塔西佗歷史第五卷的記載，過去埃及發生瘟疫，國王波科里斯到阿蒙神那請求神諭，神要他清洗王國，並把神討厭的希伯來人趕出去，於是希伯來人就被趕了出去。當希伯來人在荒野哀哭的時候，摩西站出來向民眾喊話，因此他率領希伯來人走了六天，來到一處地點，趕走那裡的居民。為了使自己對這一民族的影響能永遠保持下去，所以摩西制訂一系列宗教儀式。由於波科里斯統治時間在公元前763年～公元前720年跟一般認知以色列人出埃及至少在公元前13世紀之前不同。另外塔西佗歷史第五卷講述希伯來人是從克里特島逃出去，也與一般認知有所不同。

### 考古发现
相信聖經記載可靠的人，致力於將信仰與科學（如考古學等）結合。提出的理論包括：出埃及記所用的埃及名字是正確的，所提及的官銜亦與埃及碑文所刻的吻合。考古學顯示埃及慣於容許外族人士在埃及寄居，然而他們會與外族人保持分離。埃及人以尼羅河水作沐浴之用，出埃及记就记载法老的女兒曾在那裡沐浴。人們發現埃及的磚有些混有稻草，有些則沒有。此外，在埃及的全盛時期，術士享有很顯要的地位。
根據《出埃及記》第12章第37节参的記載，共有60萬成年男性逃離埃及。按此推斷，連同婦兒，逃亡的人數約為200萬人。但當時埃及的總人口估計為300–600萬。如此大量人口離開埃及，會嚴重影響埃及的經濟和勞動力，尤其埃及仍是当时世界最強大的文明帝國。考古學並未找到任何有關這段時間內埃及經濟突然變化的證據，因此可推斷即使真有大批希伯來人出埃及之事件，人數也應遠低於《出埃及記》所記載。而相信聖經記載可靠的人，提出了「當時不是用十進制的」、以及「實際逃離埃及的以色列男人可能只有約2萬人左右，60万亦可能包括牲畜」等論點，或是「以色列人或只是古埃及其中一个旅居但有影響力的少数族群，正如现今只占人口2%的美國猶太人般，人数雖少但有政治及经济的影響力。」等。
其次，埃及的墓碑石刻會顯示法老率領戰車隊御駕親征的日子，出埃及記則表明追擊摩西出走的法老也應該跟從這個傳統。但古代的埃及記錄完全沒有提及以色列人寄居埃及或埃及發生的災禍。另一方面，而相信聖經記載可靠的人，認為埃及每個新王朝均會把以往所有不光彩的歷史記載從史册中删除。他們不會把壞的的戰敗事迹或是災厄編入史册中。在出埃及记的十场灾殃里，埃及諸神如尼羅河神、蛙神及太陽神等埃及本地人崇拜的神受到打擊和羞辱，藉以證明耶和華超越諸神的事迹，十災所涉及的這些事件也沒被收錄在埃及的史册裏。

### 發生時間
以色列人出埃及的時期，对应的埃及歷史朝代，考古學者之間有幾派說法：
1. 一派認為公元前1290年是希伯來人出埃及的年份。這是考古學者推算比東（Pithom）和蘭塞（Ramses，意即「拉美西斯之城」）兩座積貨城被建造的年代而得出的，而當時的法老王為古埃及新王國時期第十九王朝的全盛時代霸主──拉美西斯二世（蘭塞二世）。持此說的學者認為摩西的一神教觀念，乃是啟蒙於不久之前在埃及推行歷史上第一個一神教信仰革命之法老王阿肯那頓；換言之，埃及人是世界上最早擁有一神教觀念的民族。許多知名電影如《十誡》、《埃及王子》、《出埃及記：神王帝國》等，都是採信「拉美西斯二世說」。
2. 一派認為出埃及的年份遠至公元前1445年，這是根據《列王紀上》第6章第1节参推算出來的。(6:1以色列人出埃及地後四百八十年，所羅門作以色列王第四年西弗月，就是二月，開工建造耶和華的殿。)從所羅門王建造聖殿時間，反推算四百八十年前出埃及，當時的法老王是古埃及新王國時期第十八王朝最以尚武著稱，被後世稱為「埃及的拿破崙」之法老王──圖特摩斯三世（其後人便是推行一神教信仰革命的阿肯納頓）。近來，不少學者重新鑑定考古學的資料（例如耶利哥城崩塌的時間[10]，以及導致埃及發生十災的愛琴海火山爆發事件[11]），認為公元前1290年的說法有許多值得商榷之處，而以1445年較合理。若是如此，則摩西建立的猶太教便是名正言順世界上第一個一神教信仰。
3. 也有一些圣经學者认为，摩西带领希伯來人离开埃及的时间是公元前1513年，接获十诫的时间是公元前1512年。[12]所根据的时间依据是巴比伦前539年攻陷耶路撒冷的时间点接合圣经记载产生的时间线。
4. 根据麦克阿瑟注释圣经，摩西五经之四，民数记，背景环境记载：民数记1:1～14:45 记载的事都是在主前1444年发生，就是在出埃及后的一年。也就是出埃及应该是在主前1445年。[13]

### 记载的地理细节

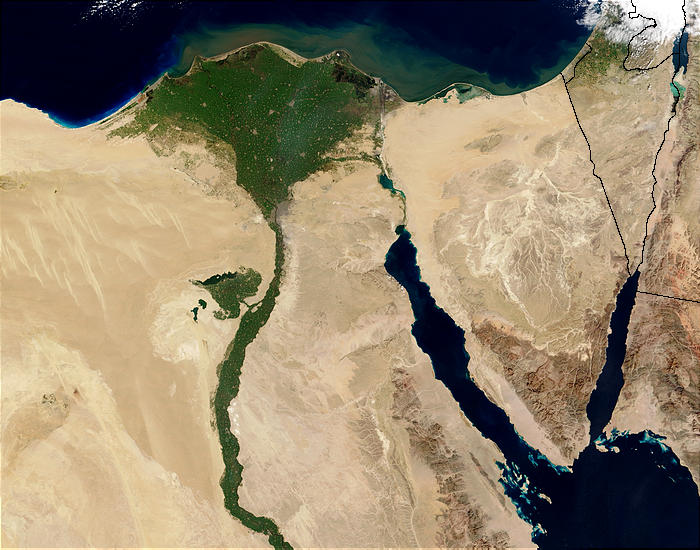
尼罗河與西奈半島

摩西在葉忒羅指導下從事了40年的牧羊工作，這使他熟悉當地的環境、水源及食物情況，從而使他具備能力帶領以色列人離開埃及。今日已不能肯定記載中所提及的許多地方的位置，因此無法確定以色列人當時離開埃及的精確路線。雖然如此，人們通常認為早期以色列人在西奈半島的安營地點之一玛拉便是位於距離今日的苏伊士東南偏南約80公里的艾因哈蒂拉。此外，人們亦通常認為以色列人的第二個安營地點以琳便是位於苏伊士東南偏南約88公里的瓦迪蓋爾蘭德。現今這個地點以植物茂盛，有棕櫚樹和泉水為人所知；這印证了聖經記載中的以琳“有十二股水泉，七十棵棕樹”的记载。宗教人士认为，摩西記載的真確性並不有賴於考古學家能鑑定以色列人離開埃及時沿途經過的不同地點。（《出埃及記》第15章第23节参，《出埃及記》第15章第27节参）

### 帐幕样式
關於在西奈平原上建造帳幕的記載與當地的情況十分吻合。一位學者説：“帳幕在形式、構造和材料上都充滿了曠野的色彩。製造帳幕所用的木材是曠野所盛産的。”

## 其它经文的引用
其他的聖經執筆者經常提及出埃及記，由此表明它是圣經的一部分。
- 先知耶利米在他的著作里指出“至大全能的上帝，萬軍之耶和華是祂的名”，祂“用神迹奇事和大能的手，並伸出來的膀臂與大可畏的事”領祂的子民以色列人出了埃及。[16]
- 公元1世纪，使徒行传记载司提反在殉道之前的演讲從出埃及記引用大量資料。[17]
- 《希伯來書》第11章第23节至第29节参以摩西作為信心的榜樣。
- 保羅也經常提及出埃及記的例子和鑑戒。[18]

## 主題特色
耶和華為了拯救名下的百姓脱離埃及人的苦待而施行異能和神迹，祂將以色列人組織為自己的子民，作“祭司的國度和聖潔的國民”，以及以色列成為一個神治國的早期歷史——這一切都是出埃及記這本聖經書的重要主題。（出埃及记19：6）這本書在希伯來文稱為史莫特（Shemoth），意即“名字”。這本書現代的英文名字源自希臘文《七十士譯本》，稱為艾客素度斯（Exo·dos），後來加以拉丁化而成為艾客素杜斯（Exodus）。出埃及記起頭所用的“現在”（見英文聖經，實際是“此後”）一詞足以表明出埃及記乃是創世記的延續記載。此外，它把雅各衆子的名字根據《創世記》第46章第8节至第27节参的詳細記錄重新列出，由此也可以看出它與創世記的關係。
出埃及記一書顯揚上帝的名耶和華及尊祂的名為聖。上帝對摩西解釋祂聖名的偉大含義時説：“我要證明是什麽，就證明是什麽，”並進一步吩咐摩西告訴以色列人“我要證明”是（希伯来文אהיה，Eh‧yeh′，艾耶，來自希伯來文的動詞ha‧yah′，哈雅］派我到你們這裏來。”耶和華（יהוה，YHWH）這個名字來自一個有關的希伯來文動詞哈華（ha·wah′），意即“成為”，而這個名字本身的實際意思則是“我使之成為”。耶和華為了拯救以色列人而施展的大能，使祂的名受到顯揚，充滿榮耀而值得記念，直至“萬代”。
摩西對神說：「請看，我到以色列人那裏，對他們說：『你們祖宗的　神打發我到你們這裏來。』他們若問我說：『他叫什麼名字？』我要對他們說甚麼呢？」神對摩西說：「我是自有永有的」；又說：「你要對以色列人這样說：『那自有的打發我到你們這裏來』」。
神又對摩西說：「你要對以色列人這樣說：『YHWH（現代不能發音，這才是神自稱的名。）─你們祖宗的　神，就是亞伯拉罕的　神，以撒的　神，雅各的　神，打發我到你們這裏來。』YHWH（現代不能發音，這才是神自稱的名。）是我的名，直到永遠；這也是我的紀念，直到世世代代。自有永有的是事實，但不是神的名字。因此，本書的前半段（《出埃及記》第19章第7节参-《出埃及記》第40章第38节参）則描述這個新團體如何得以成形。本書將焦點集中在兩個地區，一個是埃及，另一個是西奈。本書的前半部是描寫以色列人如何從埃及到西奈，後半部則他們在西奈如何組織成一特別的民族。

## 本書大綱
1. 被壓迫者在古埃及的生活（第1章）
2. 拯救者的預備（2-4章）
3. 耶和華懲罰壓迫選民的法老（5-11章）
4. 逾越節與出埃及（12-14章）
5. 曠野的旅程（15-18章）
6. 在西奈立約（19-24章）
7. 有關崇拜及會幕的指示（25-31章）
8. 盟約的破壞與重定（32-35章）
9. 建造會幕（35-40章）

## 主要內容

### 耶和華差遣摩西，顯揚自己那值得記念的名字
（包含《出埃及記》第1章第1节参-《出埃及記》第4章第31节参）列出移居埃及的以色列人的名字之後，出埃及記接着記述約瑟的死亡。後來，有一位新王興起統治埃及，他既不認識約瑟（《出埃及記》第1章第8节参），也不認識耶和華（五章二節）。他目睹“以色列人生養衆多，並且繁茂，極其强盛”，於是便採取高壓手段，强迫他們做苦工，甚至下令把所有新生的以色列男嬰殺掉以免他們的男丁不斷增多。（《出埃及記》第1章第7节参）就在這種情勢下，有一個屬於利未支派的以色列人生了一個男嬰。這個小男孩在家中排行第三。當他三個月大的時候，他的母親把他放在一個蒲草箱內，然後把箱子擱在尼羅河的蘆荻中。後來法老的女兒發現了他，她憐愛這個孩子，於是把他收養了。孩子的親母成了他的奶娘，結果他得以在以色列人的家裏成長。後來他被送回法老的宮中。法老的女兒給他起名叫摩西，意思是“拉出［意即從水裏救出］”。
摩西對以色列同胞的福利十分關注。有一次他把一個欺凌以色列人的埃及人殺了。他因此被迫逃亡，來到米甸。摩西在那地娶了米甸祭司葉忒羅的女兒西坡拉為妻。後來他得了兩個兒子，革舜和以利以謝。摩西在曠野裏逗留了40年，到他80歲的時候，耶和華差派他執行一項特别任務以便使上帝的名成聖。有一天，摩西牧放葉忒羅的羊群，到了“上帝的山”何烈山附近，他看見荊棘被火燒着，卻沒有焚毁。他過去要查看究竟的時候，耶和華的一位天使對他説話，告訴他上帝已定意打發他去“將［他］的百姓以色列人從埃及領出來”。（《出埃及記》第3章第1节参，《出埃及記》第3章第10节参）耶和華要任用摩西作為他的工具，將以色列人從埃及的奴役中拯救出來。
摩西接着問上帝他在以色列衆人面前應當怎樣稱呼他。就在這個場合，耶和華首次顯明他的名字的真正意思，並為了達成他的旨意而將他的名立為紀念：“你要對以色列人這樣説：‘那自有的［“我要證明是”，《圣经新世界译本》的译文］打發我到你們這裏來。⋯⋯耶和華你們祖宗的上帝，就是亞伯拉罕的上帝，以撒的上帝，雅各的上帝，打發我到你們這裏來。’”上帝的名耶和華標明他必定會使與他名下百姓有關的旨意成就。他會把他曾向他們列祖應許的土地，“一塊流奶與蜜之地”，賜給這群百姓，亞伯拉罕的後代。
耶和華告訴摩西埃及王必不會容以色列人離去，但他會施行奇事打擊埃及。上帝立摩西的兄長亞倫作他的代言人，並賜給他們能力行三件神迹，以説服以色列人相信他們的確奉耶和華的名而來。在往埃及途中，摩西的兒子要接受割禮才得以挽回性命，這件事提醒摩西他必須遵守上帝的吩咐。（《創世記》第17章第14节参）摩西和亞倫就去招聚以色列的衆長老，告訴他們耶和華的旨意是要領他們出埃及到應許之地去。他們行了那些神迹，百姓就信了。

### 擊打埃及
（包含《出埃及記》第5章第1节参-《出埃及記》第10章第29节参）摩西與亞倫一同謁見法老，宣布以色列人的上帝耶和華如此説：“容我的百姓去。”妄自尊大的法老以譏諷的口吻説：“耶和華是誰，使我聽他的話，容以色列人去呢？我不認識耶和華，也不容以色列人去！”（《出埃及記》第5章第1节至第2节参）法老不單沒有容以色列人去，反而强迫他們作更多苦工。然而，耶和華卻重申他的拯救應許，並再三强調要使他的名成聖，説：“我是耶和華。⋯⋯你們要知道我是⋯⋯你們的上帝⋯⋯我是耶和華。”（《出埃及記》第6章第6节至第8节参）
摩西在法老面前施行奇事，亞倫把杖丟在地上，杖就變成一條大蛇，埃及的術士也照樣行。雖然亞倫的大蛇吞了術士的蛇，但法老的心依然剛硬如故。耶和華開始向埃及降下十場連續的災殃。首先，尼羅河和埃及全地的水都變成血。然後全地受蛙災蹂躪。埃及的術士也能用邪術把頭兩場災殃照樣施行，但第三場使人和牲畜身上長滿蝨子的災禍，術士們卻無法照樣行。埃及的術士們被迫承認：“這是上帝的手段。”可是法老仍不肯容以色列人離去。（《出埃及記》第8章第19节参）
最初三場災殃使埃及人和以色列人同受打擊，但從第四場災殃起，受打擊的只限於埃及人，以色列人在耶和華的保護之下得以從埃及人當中分别出來。第四場災殃是蠅災。然後埃及的牲畜得了重重的瘟疫，接着人和牲畜身上都長滿起泡的瘡，連行法術的人也在摩西面前站立不住。耶和華仍讓法老的心剛硬，然後他通過摩西向法老説：“其實，我叫你存立，是特要向你顯我的大能，並要使我的名傳遍天下。”（《出埃及記》第9章第16节参）其後，摩西告訴法老將有“重大的冰雹降下”。此外聖經首次透露在法老的臣僕當中，有些人懼怕耶和華的話而採取適當的行動。第八和第九場災殃迅速相繼臨到，風把蝗蟲從四面刮了來，此外埃及遍地陷入一片黑暗之中。這一切災禍使頑梗不化、怒不可遏的法老恐嚇摩西不得再見他的面，否則便必死無疑。（《出埃及記》第9章第18节参）

### 逾越節與擊殺首生子
（包含《出埃及記》第11章第1节参-《出埃及記》第13章第16节参）耶和華宣布説：“我再使一樣的災殃臨到法老和埃及”——擊殺長子。（《出埃及記》第11章第1节参）他吩咐把亞筆月定為以色列的正月。在該月初十日，他們要取一隻無殘疾的一歲綿羊羔或公羊羔，然後在十四日把牠宰殺了。在當日黃昏的時候，他們要取點血，塗在房屋的門框和門楣上。然後他們要留在家裏，吃烤羊羔的肉，但不可折斷牠的骨頭。他們家中不可有酵，而且他們要趕緊的吃，穿好衣服預備上路。他們要世世代代記念這逾越節，奉為耶和華的節。然後他們要守七日的無酵餅節，吃無酵餅，並要把事情的一切意義教訓子孫遵守。（後來，耶和華對這些節期頒下進一步的訓示，吩咐以色列家所有首生的男丁和雄性牲畜都要歸耶和華為聖。）
以色列遵照耶和華的吩咐而行。然後災禍臨到了！在午夜時分，耶和華把埃及地所有的長子，連同一切頭生的牲畜，盡都殺了，但天使卻越過及拯救以色列頭生的人畜。法老大聲喊叫説：“起來！連你們帶以色列人，從我民中出去。”‘埃及人也催促百姓’快快離開那地。（《出埃及記》第12章第31节参，《出埃及記》第12章第33节参）以色列人並非空手離去，因為他們向埃及人索取金器銀器和衣裳。他們擺成戰陣離開埃及，壯丁約有60萬，連同他們的家屬和一大群外族人及許多牲畜。自亞伯拉罕渡過幼發拉底河進入迦南地至這天，剛好滿了430年，這一夜實在值得以色列人謹守記念。

### 耶和華的名在紅海顯為聖
（包含《出埃及記》第13章第17节参-《出埃及記》第15章第21节参）以色列人從疏割起行。日間耶和華在雲柱中領路，夜間則以火柱光照他們。法老的心剛硬如故，遂帶領車輛軍兵追趕他們，一心要在紅海把他們一舉消滅。摩西安慰百姓説：“不要懼怕，只管站稳！看耶和華今天向你們所施行的救恩。”（《出埃及記》第14章第13节参）耶和華使海水分開，露出乾地使摩西可以帶領以色列人安然到達對岸。法老的大軍尾隨不捨，結果復合的海水把他們全軍淹沒溺斃。聖經的第一首勝利之歌将以色列人脱离奴役的歡樂表達得淋漓盡致：“我要向耶和華歌唱，因他大大戰勝，將馬和騎馬的投在海中。耶和華是我的力量，⋯⋯也成了我的拯救。⋯⋯耶和華必作王，直到永永遠遠！”

### 耶和華在西奈訂立律法之約
（包含《出埃及記》第15章第22节参-《出埃及記》第34章第35节参）此後，在耶和華的引領下，以色列人逐步向上帝的聖山——西奈山——進發。百姓埋怨瑪拉的水苦，耶和華便施行神迹使之變甜。當他們埋怨無肉無餅時，他在晚上賜下大群鵪鶉，早上則賜給他們有如地上的露水、清甜可口的嗎哪。在其後的40年以色列人便以嗎哪為糧。此外，耶和華首次規定以色列人要守安息日，囑咐他們在第六天收取雙倍數量的嗎哪，第七天則沒有嗎哪賜下。在利非訂，上帝賜水給他們喝，並為他們與亞瑪力人爭戰。上帝吩咐摩西把他的判決記下，他要將亞瑪力人完全消滅。
後來，摩西的岳丈葉忒羅把摩西的妻子和兩個兒子帶來給他。以色列人以更有效的方式組織起來的時候到了，葉忒羅在這方面提出一些切合實際的好建議。他勸告摩西莫再獨自肩負重任，相反可以委派一些敬畏上帝、精明能幹的男子作千夫長、百夫長、五十夫長與十夫長管理百姓。摩西依計而行，有難斷的案件才親自處理。
以色列人逃離埃及三個月之後在西奈的曠野安營。耶和華在該處應許他們説：“如今他們若實在聽從我的話，遵守我的約，就要在萬民中作屬我的子民，因為全地都是我的。你們要歸我作祭司的國度，為聖潔的國民。”百姓都同聲起誓説：“凡耶和華所説的，我們都要遵行。”（《出埃及記》第19章第5节至第6节参，《出埃及記》第19章第8节参）在以色列舉國自潔之後，到了第三天，耶和華降臨西奈山，使全山冒煙，大大震動。
耶和華接着頒布十誡。十誡强調對耶和華作專一的效忠，同時禁止人崇拜假神偶像及妄稱耶和華的名。十誡吩咐以色列人六日要勞碌作工，然後要向耶和華守安息日，並要孝敬父母。其餘的誡命包括不可殺人、不可姦淫、不可偷盜、不可作假見證、不可存心貪婪。耶和華隨後向這個新生的國家頒布許多律令典章，包括怎樣對待奴僕、毆鬥、傷人、賠償、盜竊、失火損毁財物、謬誤的崇拜、誘姦、苦待寡婦孤兒、放債及其他事情的處理方式等。上帝也頒布安息的律法，並規定每年向耶和華持守三個節期。然後摩西將耶和華的命令寫下來，獻上祭物，將祭牲的血的一半灑在壇上。他又將約書念給百姓聽，他們再次誓言凡耶和華所吩咐的，他們都必遵行。於是摩西將其餘的血灑在約書上和百姓身上。這樣，耶和華以摩西為居間者，與以色列人立了律法的約。
後來摩西上山到耶和華那裏接受律法。他在山上40晝夜，上帝給了他許多訓示，關於建造帳幕所用的材料，其中一切器具的細節，帳幕本身的詳細規定，祭司袍服的設計，包括亞倫的冠上一塊刻着“歸耶和華為聖”等字樣的精金牌子。此外，一切與設立祭司有關的安排和當行之禮也都詳盡地記錄下來。上帝也提醒摩西守安息的約是耶和華和以色列人之間“永遠的證據”。耶和華於是把兩塊法版，就是“上帝用指頭”寫的石版，交給摩西。
與此同時，百姓變得焦躁不耐，於是請求亞倫為他們作個神像在他們面前領路。亞倫鑄了一隻金牛犢，百姓便“向耶和華守節”而崇拜這偶像。（《出埃及記》第32章第5节参）耶和華表示要滅絶以色列人，但摩西為他們求情。摩西為此大發烈怒，把法版摔碎了。利未的子孫挺身維護純真的崇拜，殺了3000個狂歡作樂的人。耶和華也以瘟疫打擊以色列人。後來摩西懇求上帝繼續引領他的百姓，上帝告訴摩西他可以一睹他的榮耀，並吩咐他再鑿出兩塊石版，耶和華會再次把十誡寫在其上。摩西第二次上山時，耶和華在他面前經過，宣告自己的名説：“耶和華在摩西面前經過，宣告説：“耶和華，耶和華，是有慈悲有恩典的上帝，不輕易發怒，大有忠貞之愛，信守真理，為千代的人存留忠貞之愛”（《出埃及記》第34章第6节至第7节参）他接着宣述立約的條件，摩西把它寫下而成為今日我們在出埃及記所讀到的資料。摩西從西奈山下來的時候，因耶和華所顯的榮耀而面皮發光，因此他要用帕子把臉蒙上。

### 建造帳幕
（包含《出埃及記》第35章第1节参-《出埃及記》第40章第38节参）摩西於是招聚以色列全會衆，向他們轉述耶和華的吩咐，告訴他們凡是甘心樂意的人和心裏有智慧的人可以分别為建造帳幕而作出捐獻及參與建造的工程。不久，摩西接獲報告説：“百姓為耶和華吩咐使用之工所拿來的，富富有餘。”（《出埃及記》第36章第5节参）在摩西指揮之下，充滿耶和華的靈的工人開始建造帳幕及製造其中的各種器具，並替衆祭司縫製衣袍。在出了埃及一年之後，帳幕造成了，豎立在西奈山前。耶和華以雲彩遮蓋會幕，以他的榮光充滿帳幕，以致摩西無法進入會幕裏。藉此耶和華表示他的認可。在以色列的旅程上，自始至終耶和華均在日間以同樣的雲彩，在夜間則以火光指引以色列人。當時是公元前1512年。出埃及記的記載顯明耶和華為了拯救以色列而施行了許多神迹大能，使他的名得以成聖，這項記載至此遂告結束。
但参考书资料指出，民数记1:1～14:45记载的事都是在主前1444年发生，就是在出埃及后的一年。也就是出埃及应该是在主前1445年。

## 基督新教觀點

### 摩西律法和对信徒生活的影响
出埃及記顯明耶和華是拯救者、組織者和他的旨意的成就者，並且確立對他的信心。新约圣经曾多次引用出埃及記的經文。這些經文指出：
- 律法的約有許多已獲得應驗；
- 向人提出復活的保證；
- 説明耶和華為了支持他的百姓而作的各項安排；
- 為基督徒的救濟工作立下先例；
- 勸人要關懷父母；
- 列出得生命的條件；
- 表明人對賞善罰惡一事應當懷有甚麽看法。總括來説，律法的總綱包含在愛上帝和愛同胞這兩條命令之內。

在《希伯來書》第11章第23节至第29节参提到摩西和他父母所懷的信心。因着信，摩西離開埃及；守逾越節；帶領以色列人渡過紅海。他們卻仍沒有贏得上帝的嘉許，因為他們試探上帝，並且成為拜偶像，犯淫亂和發怨言的人。保羅解釋這些記錄對今日的基督徒深具意義，説：“他們遭遇這些事都要作為鑑戒，並且寫在經上，正是警戒我們這末世的人。所以，自己以為站得穩的，須要謹慎，免得跌倒。”
使徒保羅在希伯來書第9和10章，論及出埃及記的意義和預言的實現说，“律法只让人看见将来美好安排的影子，而不是实体，所以人到上帝面前来，单靠每年常献同样的祭牲，总不能得到完美。”（《希伯來書》第10章第1节参）因此，基督徒所關心的是認識“影兒”和明白“實體”。基督“獻了一次永遠的贖罪祭”。他被描述為“上帝的羔羊”。像在預言性的先模中一樣，“羔羊”沒有一根骨頭被折斷。使徒保羅評論説：“我們逾越節的羔羊基督已經被殺獻祭了。所以，我們守這節不可用舊酵，也不可用惡毒、邪惡的酵，只用誠實、［真理］的無酵餅。”

### 旧约和新约的关系
耶穌成為新約的居間者，正如摩西是律法的約的居間者。使徒保羅清楚解釋兩約之間的對照；他論及藉着耶穌死在苦刑柱上，“律例上所寫的字據”都被塗抹了。復活了的大祭司耶穌“在聖所，就是真帳幕裏，作執事；這帳幕是主［耶和華］所支的，不是人所支的”。律法之下的祭司們致力於“供奉的職事，本是天上事物的形狀和影像”，依照上帝賜給摩西的樣式。“如今耶穌所得的職任是更美的，正如他作更美之約的中保［“居間者”，《圣经新世界译本》的译文］；這約原是憑更美之應許立的。”舊約含有叫人死的律法，這約已被廢去。保羅把那些不瞭解這事的猶太人描述為冥頑不靈的人，但是相信的人體會到屬靈的以色列人已經歸於新約之下；藉着獲得充分的裝備作傳道者，他們能“敞着臉好像由鏡子裏反映出耶和華的榮耀”。他們能够懷着清白的良心“以頌讚為祭物，就是公開宣揚主名之人嘴唇的果子”。

### 上帝的子民
出埃及記顯揚耶和華的聖名和至高統治權，也指向屬靈的以色列人所獲得的拯救。使徒彼得指出：“你們是被揀選的族類，是有君尊的祭司，是聖潔的國度，是屬上帝的子民，要叫你們宣揚那召你們出黑暗入奇妙光明者的美德。你們從前算不得子民，現在卻作了上帝的子民。”耶和華從世上把屬靈以色列人召集出來以顯揚祂的名。耶和華為了彰顯祂的大能及傳揚祂的名而讓法老作为见证存留，祂藉此預示祂要通過祂的見證人成就一項更偉大的見證。
所以可以根據聖經説，在摩西手下建立起來的國預表耶穌手下的新國家，一個永不動搖的王國。因此，基督徒应当藉此受到鼓勵用“虔誠敬畏的心事奉上帝”。正如在曠野中耶和華的臨在遮蓋帳幕，祂也應許永遠與敬畏祂的人同在：“看哪，上帝的帳幕在人間。祂要與人同住，他們要作祂的子民。上帝要親自與他們同在，⋯⋯你要寫上；因這些話是可信的，是真實的。”出埃及記的確是聖經中不可少的有益記載。